# 爱国水库
爱国水库是中国四川省达州市渠县境内的一座水库，建于1957年。水库正常库容为29万立方米。